# 5 000 mètres féminin aux Jeux olympiques d'été de 2000
Navigation
Atlanta 1996 Athènes 2004
L'épreuve du 5 000 mètres féminin aux Jeux olympiques de 2000 s'est déroulée du 22 au 25 septembre 2000 au Stadium Australia de Sydney, en Australie. Elle est remportée par la Roumaine Gabriela Szabó.

## Résultats

### Finale
| Rang               | Athlète                   | Pays        | Temps          | Note |
| ------------------ | ------------------------- | ----------- | -------------- | ---- |
| Médaille d'or      | Gabriela Szabó            | Roumanie    | 14 min 40 s 79 | OR   |
| Médaille d'argent  | Sonia O'Sullivan          | Irlande     | 14 min 41 s 02 | NR   |
| Médaille de bronze | Gete Wami                 | Éthiopie    | 14 min 42 s 23 |      |
| 4                  | Ayelech Worku             | Éthiopie    | 14 min 42 s 67 |      |
| 5                  | Irina Mikitenko           | Allemagne   | 14 min 43 s 59 | SB   |
| 6                  | Lydia Cheromei            | Kenya       | 14 min 47 s 35 | PB   |
| 7                  | Werknesh Kidane           | Éthiopie    | 14 min 47 s 40 | PB   |
| 8                  | Olga Yegorova             | Russie      | 14 min 50 s 31 |      |
| 9                  | Jeļena Čelnova-Prokopčuka | Lettonie    | 14 min 55 s 46 |      |
| 10                 | Daniela Yordanova         | Bulgarie    | 14 min 56 s 95 | NR   |
| 11                 | Rose Cheruiyot            | Kenya       | 14 min 58 s 07 |      |
| 12                 | Jo Pavey                  | Royaume-Uni | 14 min 58 s 27 | PB   |
| 13                 | Tatyana Tomashova         | Russie      | 15 min 01 s 28 |      |
| 14                 | Vivian Cheruiyot          | Kenya       | 15 min 33 s 66 |      |
|                    | Olivera Jevtić            | Yougoslavie | DNF            |      |

## Légende
Records et Performances
- AR : Record continental (area record)
- CR : Record des championnats (championship record)
- MR : Record du meeting (meet record)
- NR : Record national (national record)
- OR : Record olympique (olympic record)
- PR : Record paralympique (paralympic record)
- PB : Record personnel (personal best)
- SB : Meilleure performance personnelle de la saison (season's best)
- WL : Meilleure performance mondiale de l'année (world leader)
- WJR : Record du monde junior (world junior record)
- WR : Record du monde (world record)

Circonstances et Conditions
- DNF : N'a pas terminé (did not finish)
- DNS : N'a pas pris le départ (did not start)
- DQ : Disqualification (disqualification)
- NM : Aucun essai valable enregistré (No Mark)
- Q : Qualifié « directement » au prochain tour (ou à la prochaine compétition), lors d'une compétition majeure, grâce au classement ou à la réalisation des minima (automatic qualifier)
- q : Qualifié au prochain tour (ou à la prochaine compétition), lors d'une compétition majeure, grâce au repêchage ou à la réalisation de l'une des meilleures performances parmi celles des « non qualifiés directement » (grâce au meilleur temps ou à la meilleure distance par exemple) (secondary qualifier)